# Мєстечкін Михайло Маркович
Михайло Маркович Мєстечкін (2 червня 1932, Київ) — український фізико-хімік, фундатор української школи квантової хімії. Доктор фізико-математичних наук (1971), професор (1977).

## Біографія
Михайло Маркович Мєстечкін народився 2 червня 1932 року в Києві. 1955 року закінчив фізико-математичний факультет Одеського державного університету. Працював два роки вчителем у місті Ясинувата, після чого вступив до аспірантури Ленінградського університету, науковий керівник професор М. Г. Веселов. Кандидатська дисертація була присвячена теорії матриць густини. Після захисту дисертації у 1960—1965 роках працював на посаді доцента у Мордовському державному університеті (Саранськ, РСФСР).
Після створення у 1965 році Донецького наукового центру починає працювати у Донецьку. У 1966—1996 роках очолював відділ теоретичної хімії Інституту фізико-органічної хімії та вуглехімії НАН України. У 1969 році закінчив роботу над докторською дисертацією присвяченою методу матриці густини в теорії молекул.
Михайло Маркович Мєстечкін у 1980 році був ініціатором та керівником українського республіканського семінару з квантової хімії, був членом організаційних комітетів всесоюзних та республіканських нарад з квантової хімії, членом редколегії журналу «Теоретична і експериментальна хімія». Автор більш ніж 200 наукових праць. Від 1996 року живе і працює у Сан-Дієго (США).

## Наукова діяльність
Основний напрям наукових досліджень професора Мєстечкіна — квантово-механічна теорія молекул. На основі обчислення матриць густини він розробив єдиний підхід до різноманітних фізико-хімічних властивостей молекул. Довів, що матриця густини легше, ніж хвильова функція піддається математичному трактуванню за допомогою комп'ютерних обчислень, що дає більш точні оцінки властивостей багатоатомних систем і прискорює обчислення. 

## Основні твори
- Об условиях представимости матрицы плотности // ТМФ. 1969. Т. 1, № 2
- Метод матрицы плотности в теории молекул / М.М. Местечкин ; АН УССР, Ин-т физ.-орган. химии и углехимии. - Киев : Наук. думка, 1977. - 352 с
- Нестабильность уравнений Хартри-Фока и устойчивость молекул / М. М. Местечкин; АН УССР, Ин-т физ.-орган. химии и углехимии. - Киев : Наук. думка, 1986. - 174 с
- Restricted hartree–fock method instability. International Journal of Quantum Chemistry, 1978, 13.4: P. 469-481.
- Theoretical study of stability of graphite intercalation compounds with Brønsted acids. Carbon, 2003, 41.14: 2757-2760.